# Run&Race-Wibatech
Run&Race-Wibatech is een wielerploeg die een Duitse licentie heeft (voorheen Pools). De ploeg bestaat sinds 2012. Santic-Wibatech komt uit in de continentale circuits van de UCI. Wieslaw Ciasnocha is de manager van de ploeg.